# Peggio
Dans la république de Venise, le Peggio (en italien «le pire») était une indication chiffrée de la qualité d'un alliage précieux. En fait ce nombre exprimait un rapport, en relation avec le carat.
Il y a deux « carats » :
1. le carat de qualité (24 carats = 100 % de fin ; 18 carats = 75 % de fin et 25 % d'alliage complémentaire)
2. le carat de poids : à Venise = 0,207 g. 
Le « peggio » fut défini à partir du XVIe siècle par la république de Venise pour estimer les titres des métaux précieux, destinés à l'orfèvrerie ou à la monnaie. Le calcul du « peggio » établissait un rapport entre le carat de 0,207 g et le marc de 238,499 g. Il y a 1152 carats dans un marc. Il suffit dès lors de considérer comme base de calcul le rapport entre le chiffre annoncé (exemple : peggio 206) et les 1152 carats de l'unité de référence. 
« ...c'est pourquoi, pour les pièces importantes, demeure en vigueur le « peggio » de 206 carats par marc, afin de pouvoir les exécuter avec la même finesse qu'à l'étranger. » (Ref. Archives d'État de Venise, Inquisitori in Zecca, Reg. n°64, décret du 29 janvier 1754.)
L'alliage 206 auquel se réfère le texte cité équivaut à un métal contenant 946 parties d'or fin et 206 d'alliage 2/3 argent - 1/3 cuivre, autrement dit un métal titrant 821/1000 ou, si l'on veut, 19,71 carats (sur 24).
A Venise, les titres autorisés sont en nombre assez réduit : 108, 128, 206, 270, 340. Ils sont utilisés en fonction du métal (or ou argent) et du poids de l’objet concerné, cette liste n’incluant pas le « remède » autorisé pour les seules soudures, requérant un alliage plus robuste, qui devait être « de tierce » di terza : trois parties d’or et une de cuivre.